# Didymaea hispidula
Didymaea hispidula är en måreväxtart som beskrevs av Louis Otho Otto Williams. Didymaea hispidula ingår i släktet Didymaea och familjen måreväxter.
Artens utbredningsområde är Guatemala. Inga underarter finns listade i Catalogue of Life.